# Дејан Милосављев
Дејан Милосављев (Долово, 16. март 1996) је српски рукометаш који игра на позицији голмана.

## Каријера
Милосављев је из Долова, где је и направио прве рукометне кораке. Сениорску каријеру је започео у Југовићу из Каћа, одакле је 2017. године дошао у Партизан. Као играч Партизана кратко је био на позајмици у клубу Лехвија из Катара, да би се након тога усталио на голу београдских црно-белих. У лето 2018. године се прикључио екипи Вардара. Дошао је у македонски клуб као талентовани голман уз идеју да буде помоћ првом голману Страхињи Милићу, али је морао да преузме улогу првог голмана, јер је Милић пред сам почетак сезоне морао да напусти клуб због прекомерне тежине. Милосављев је максимално искористио прилику и бриљирао је на голу Вардара у регионалној СЕХА лиги и Лиги шампиона. Сезону у СЕХА лиги је завршио као најбољи голман, а био је и један од најзаслужнијих за освајање Лиге шампиона. Посебно је бриљирао на завршном турниру када је у полуфиналу против Барселоне имао 18 одбрана, а потом и у финалу против Веспрема када је имао седам одбрана. Поред трофеја у Лиги шампиона и СЕХА лиги, Милосављев је са Вардаром освојио и домаће првенство и Суперкуп. Од сезоне 2019/20. играч је екипе Фиксе из Берлина.
Део је сениорске репрезентације Србије од 2014. године. Са репрезентацијом је играо на Светском првенству 2019. године.

## Трофеји
Вардар
- Лига шампиона (1) : 2018/19.
- СЕХА лига (1) : 2018/19.
- Првенство Македоније (1) : 2018/19.
- Суперкуп Македоније (1) : 2018/19.